# Khivà
|  | Per a altres significats, vegeu «Khiva». |

Khivà (uzbek: Xiva / Хива; rus: Хива, Khivà; persa:  خیوه , Khīveh), antigament anomenada Coràsmia (Chorezm, Khorezm, Khwārezm o Khorasam) és una ciutat de l'Uzbekistan que fou capital i centre d'un kanat i que va passar a formar part de l'Uzbekistan el 1924. És la capital de l'actual regió uzbeka de Coràsmia. Té uns 90.000 habitants (estimació del 2020).

## Història

### Història antiga
La regió de Khivà és un dels antics pilars de les activitats culturals i de l'arquitectura iranianes. Històricament, els seus habitants eren d'arrel iraniana, de la branca coràsmica. Parlaven una llengua irànica oriental anomenada coràsmic. Com a conseqüència dels constants atacs i de les migracions dels pobles turquesos, la regió té ara una població barrejada i ha perdut la llengua persa. Els natius anomenaven a la ciutat com Khivak. Istrakhri, Mukaddasi i Yakubi l'esmenten al segle x i diuen que era una gran ciutat construïda al canal d'un riu amb diverses mesquites; No va agafar importància fins al segle xvi sota els uzbeks.
Per la seva història fins al 1511 vegeu Coràsmia.
La dinastia local uzbeka anomenada Arabxàhida derivada de Jotxi, el fill gran de Genguis Kan. va prendre el poder el 1511. Amb aquesta dinastia la capital es va establir a Khivà que des de la destrucció de Urgendj (actual Konya-Urgenj) havia esdevingut la ciutat principal, antigament anomenada Khiwak i ja esmentada pels geògrafs àrabs al segle x com a lloc de certa rellevància.
A la segona part del regnat d'Arab Muhammad (1602-1623) la capital es va traslladar a Khivà. Una nova Urgendj fou construïda a 30 km de Khivà; l'antiga capital Kath havia quedat totalment despoblada i el kan Muhàmmad Anuixa (1663-1674) en va construir una de nova a la riba esquerra de l'Amudarià, més avall de la nova Urgendj. Amb el temps la capital va donar el seu nom al territori (Kanat de Khivà).
La dinastia va governar sobre extensos territoris que anaven fins al límit nord del Khurasan i els rius orientals de la mar Càspia, regions anomenades "Costat de la muntanya" per oposició a les terres planes de la vall de l'Amudarià (Costat de l'aigua). Durant dos anys (1538-1540) fou ocupada pel kan de Bukharà Abu-l-Ghazi Ubaid Al·là, però no s'hi va poder sostenir; el 1593 Abd Al·lah ibn Iskandar de Bukharà va tornar a ocupar el país (1593-1598) i altre cop en fou expulsat. Fins i tot Khivà van arribar a fer alguna incursió contra Bukharà (Muhàmmad Anuixa Khan el 1665). El kanat estava format per dominis feudals o beilicats, units entre ells per lligams molt fluixos. Els seus senyors eren els hakim que reconeixien la sobirania personal del kan de Khivà. La unitat del kanat depenia doncs de la potència personal del kan. El sobirà més important fou Abu l-Ghazi I Bahadur Khan (1644-1663) que va redactar la Shedjere-yi Terakime (Història dels mongols) en turc txagatai (turc oriental) i la Shadjarat al-Atrak (Història dels Xaibànides) també en txagatai, que va acabar el seu fill Anuixa. El mateix kan diu que escrivia personalment l'obra perquè cap dels seus súbdits tenia prou instrucció per fer-ho. El Khan Anuixa va conquerir Mashad vers 1680 i llavors va agafar el títol de xa.
Progressivament al segle xviii els kan arabxàhides genguiskhànides van perdre el poder efectiu en favor del inak, el membre més antic i el general de la tribu turca dels kungrats, i que va restar hereditari en una família. A partir del 1764 els kans ja només tenien poder dins del palau i l'inak de la dinastia Kongrat va agafar tot el poder excepte el títol de kan (que finalment també van agafar el 1804).
La primera expedició russa la van fer els cosacs de l'Ural que van arribar fins a la nova Urgendj. La descoberta d'or a les ribes de l'Oxus durant el regnat de Pere el Gran de Rússia va motivar una expedició armada a la regió, comandada pel príncep Aleksandr Békovitx, que consistia en 4.000 homes (1717). El kan va rebre els homes i els va oferir un campament com a mostra de bona voluntat, però en realitat els havia parat una emboscada i els va massacrar tots excepte deu, que van poder tornar per donar la notícia al tsar. Pere I, molt endeutat després de les guerres amb l'Imperi Otomà i Suècia, no va reaccionar. En canvi el 1740 Nàdir-Xah va ocupar temporalment Khivà i Bukharà. A Khivà va instal·lar al tron a Takhir Khan que no va conservar gaire el poder una vegada es va retirar Nàdir (fou enderrocat el 1742).
Poc abans del 1770 Khivà fou destruïda pels turcmans yomut del desert de Karakum en una de les seves incursions. Els assaltants però foren rebutjats i la vila reconstruïda aquest mateix any per l'inak Muhammad Amin.
El tsar Pau I també va intentar de conquerir la ciutat, però la seva expedició, de pocs homes i mal equipats, fou requerida a tornar arran de l'assassinat de l'emperador. El tsar Alexandre I no va tenir cap ambició en aquest sentit, i és sota els tsars Alexandre II i Alexandre III que es dugueren a terme esforços seriosos per annexionar-se la ciutat.
El 1804 a la mort de l'inak Avaz Biy, (fill i successor de Muhammed Amin Inak), el seu fill Iltazar va agafar el títol de kan. Muhammad Rahim va fer la guerra a Bukharà que va continuar el seu fill Allah Kuli. En aquest temps va assolir la màxima grandària anant de la mar d'Aral i la desembocadura del Sirdarià fins al sud de Merv.
En ple segle xix es va donar un episodi curiós, en el decurs de la lluita entre l'imperi Rus i l'imperi Britànic per la supremacia a l'Àsia central. El 1839 es va dur a terme una nova expedició russa per alliberar els esclaus capturats i venuts per assaltants turcmans que havien entrat dins els territoris russos de la mar Càspia, però també en un intent d'eixamplar les pròpies fronteres mentre els britànics estaven embrancats en la Primera Guerra Angloafganesa. L'expedició, encapçalada pel general Perovski, que comandava la guarnició d'Orenburg, consistia en 5.200 soldats d'infanteria i 10.000 camells. A causa de la mala planificació i a una mica de mala sort, van partir el novembre de 1839, en un dels pitjors hiverns que es recorden, i es veieren obligats a tornar l'1 de febrer de 1840; van arribar a Orenburg al maig, havent sofert un miler de baixes sense haver disparat un sol tret.
Al mateix temps, els britànics, desitjosos de posar fi a les pretensions russes d'annexionar-se Khivà, van llançar la seva pròpia temptativa per alliberar els esclaus. Un sol oficial establert a Herat, el capità James Abbott, disfressat d'afgà, va partir la nit de Nadal de 1839 cap a Khivà. Hi va arribar a la fi de juny del 1840, i si bé el kan recelava de la seva identitat, va aconseguir que li deixés portar una carta al tsar per solucionar la qüestió dels esclaus. El 7 de març de 1840, doncs, va sortir cap a Fort Aleksandrovsk, i fou traït i robat pel seu guia, i tot seguit deixat anar quan els bandits van saber el seu origen i la destinació de la carta. Aleshores, els seus superiors d'Herat, no tenint notícies seves, van enviar un altre oficial, el tinent Richmond Shakespear, a buscar-lo. Shakespear va tenir molt més èxit que Abbott, ja que no només va acordar amb el kan alliberar tots els súbdits russos que hi hagués sota el seu control, sinó que el fet de posseir esclaus russos fos un crim castigat amb la mort. Els esclaus alliberats i Shakespear van arribar a Fort Aleksandrovsk el 15 d'agost de 1840, i Rússia va perdre, de moment, la seva primera motivació per a la conquesta de Khivà.
El 1847 els russos van establir la fortalesa de Kazalinsk a la desembocadura del Sirdarià que va servir de base per atacar el Kanat de Kokand i en particular Taixkent, però al mateix temps era una amenaça al flanc de Khivà. En aquesta època el kanat era força pròsper segons la relació de l'enviat persa Rida Kuli Khan el 1851 encarregat de negociar l'alliberament dels perses capturats pels turcmans al Mazanderan i Khurasan que eren venuts als mercats d'esclaus de Khivà però patia les incursions dels turcmans i romania en guerra amb Bukharà.
Fou el 1873, després de la conquesta russa de les ciutats veïnes de Taixkent i Samarcanda, quan el general Konstantin Kaufmann va sortir d'Oremburg, i amb el suport de Krasnovodsk a la part oriental de la mar Càspia, i Perovski en el curs inferior del Sirdarià i a Taixkent, van avançar simultàniament cap a Khivà amb 13.000 soldats d'infanteria i de cavalleria. La ciutat va caure el 28 de maig de 1873, i tot i que Rússia ara controlava la ciutat, nominalment va permetre que romangués com una nació vassalla semi independent, sota la forma del protectorat, cedint a Rússia tots els territoris a la dreta de l'Amudarià i pagant una forta indemnització.

### Història moderna

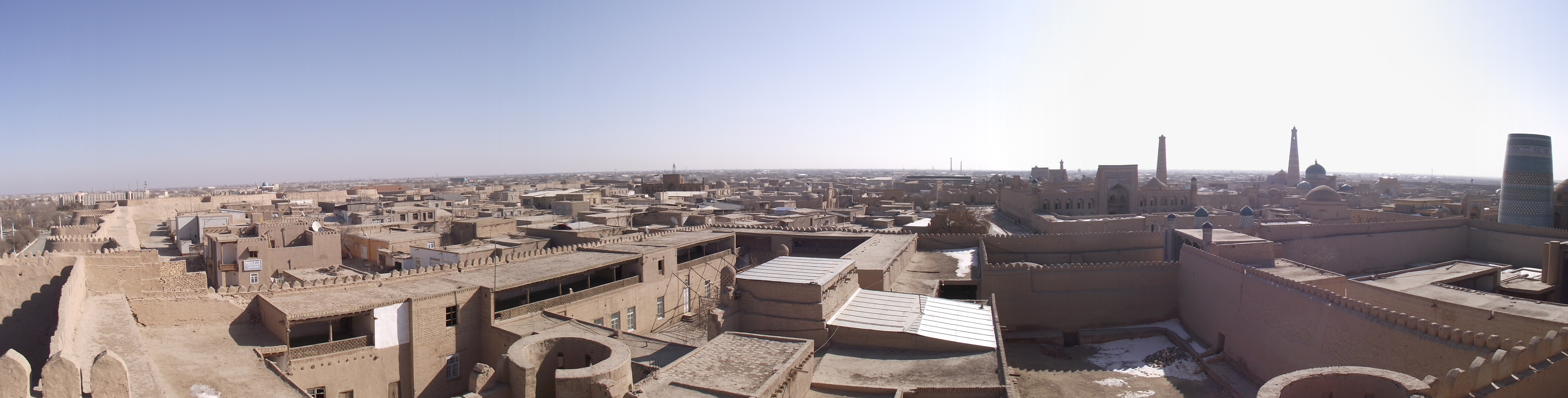
Panorama de Khivà

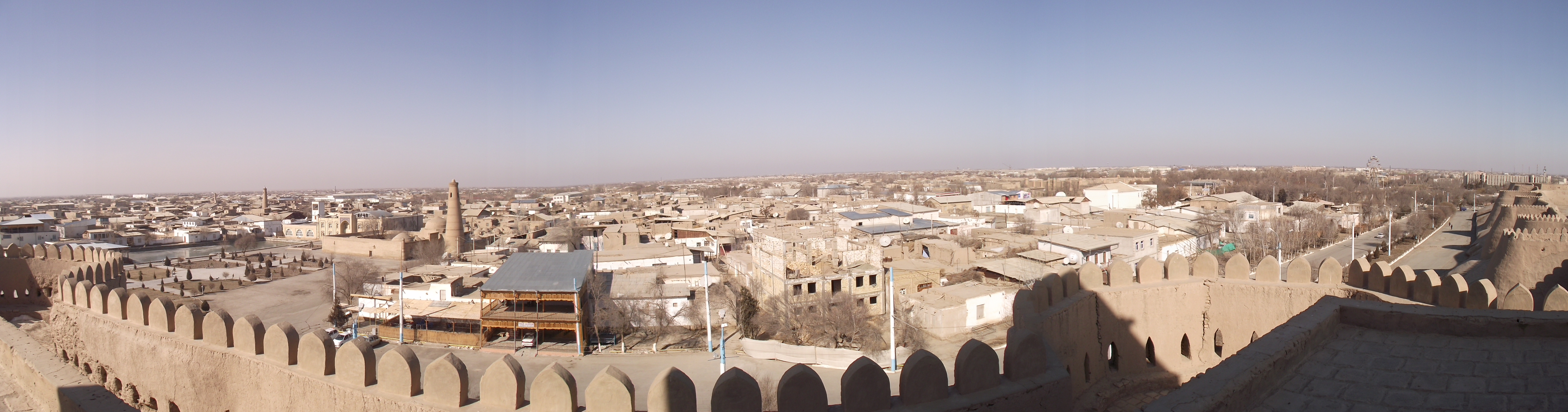
Panorama de Khivà

El 1917 va esclatar la revolució russa a Sant Petersburg (després Petrograd) i el protectorat rus es va enfonsar per manca de forces per mantenir-lo. El Kanat de Khivà va proclamar la seva independència el 13 de febrer de 1917. Al començament de 1918 el kan Isfandiyar Jurji Bahadur Khan fou enderrocat per un cap tribal turcman anomenat Djunaid Khan, que va col·locar com a kan Saïd Abdal·là Khan II, de la mateixa dinastia, però que fou un instrument del cap rebel. Es va iniciar un període anàrquic amb lluites freqüents. El 9 d'abril de 1918 Rússia va renunciar formalment al Protectorat.
L'avanç de la Revolució a Rússia va propiciar que els elements progressistes, amb l'ajuda de Rússia, es rebel·lessin el febrer del 1920. Tropes bolxevics (que ja havien entrat al Khanat) entraren a la capital del país. El kan Saïd Abdal·là va ser obligat a abdicar (26 d'abril de 1920) i es va formar un govern provisional de coalició entre liberals i comunistes que va proclamar la República, sota el nom de República Popular Soviètica de Coràsmia. El setembre del 1920, Faizul·là Khodja Khodjàiev en fou nomenat president. La Constitució, promulgada el 30 d'abril de 1920, establí una bandera vermella amb un cantó verd que contenia la mitja lluna i l'estel daurats. El maig de 1921 es va promulgar una nova constitució. El 1922 Rússia va afavorir els turcmans de l'Estat, partidaris de la separació dels territoris turcmans i la unió a Rússia, enfront dels nacionalistes uzbeks de Coràsmia, partidaris de mantenir la independència. Els líders nacionalistes van ser expulsats del Partit Comunista (i eliminats). Una sèrie de purgues van afectar el Partit Comunista des del 1922 fins al 1924, i el poder real va estar en mans de la Unió Soviètica, encara que nominalment Coràsmia era un estat independent. La Constitució de 1922 establí canvis a la bandera, que va col·locar al cantó l'emblema de la república.
El 17 d'octubre de 1923 la República Popular de Coràsmia o Khivà es va transformar en República Socialista Soviètica de Coràsmia, i a la constitució aprovada el dia 23 d'octubre va establir la seva nova bandera, vermella i amb un estel vermell de vores grogues prop del cantó, i a sota, en lletres petites, la frase: "proletaris de tots els països, uniu-vos!", i sota d'això el nom de la República en caràcters més grans. La república es va dissoldre el 1924 per integrar-se a les noves repúbliques ètniques soviètiques de l'Àsia central. Una part del país va passar a l'RSS del Turkmenistan i la resta a l'RSS de l'Uzbekistan.

## La Khivà capital del kanat
La ciutat tenia unes notables muralles, alguns alts minarets, mesquites i una gran torre rodona que reflectia els rajos del sol. La porta principal era la d'Hazarasp. La ciutadella a l'interior tenia una muralla pròpia (possiblement la muralla antiga de la ciutat) amb quatre portes i mesurava 1,5 km; molts edificis eren dins la ciutadella. Les muralles exteriors foren construïdes el 1842. A la plaça principal hi havia el palau del kan amb un gran harem, la madrassa i edificis privats i en un angle la torre rodona de Khivà de 39 metres d'altura, sense cap ornament excepte versicles de l'Alcorà. L'estructura més sagrada era la mesquita de Pahlivan Ata amb la tomba del patró local Pehlivan Ahmed Zemchi, que Vambery suposa del segle xvi i Mc Gahan de 1811. A la ciutat hi havia altres tres mesquites destacades: Jüm (a la que el kan anava els divendres), la Khanmesjidi a la ciutadella; i la Karaiismedjidi a la que anaven alts personatges. La madrassa principal era la de Medemin Khan (Muhammad Amin Khan) construïda el 1841 per un arquitecte persa; altres madrasses eren la d'Allah Kuli Khan, Kutlugh Murad Inak, Arab Khan, i Shir Ghazi Khan. Hi havia diversos basars però no botigues. El caravanserrall fou construït el 1823 per Muhammad Rahim Khan I.